# Gnidia microphylla
Gnidia microphylla är en tibastväxtart som beskrevs av Carl Daniel Friedrich Meisner. Gnidia microphylla ingår i släktet Gnidia och familjen tibastväxter. Inga underarter finns listade i Catalogue of Life.